# Jakob Balogh
Jakob Balogh (* 10. November 1989 in München) ist ein deutscher Komponist im Bereich der neoklassischen Musik und Filmmusik. Er komponiert Musik für Filme und Werbespots. Zudem ist er in Deutschland als Dialogbuchautor und Synchronregisseur tätig.

## Musikalischer Stil
Jakob Baloghs Kompositionen verbinden akustische und elektronische Klänge und reichen von orchestralen Arrangements bis zu Solo-Klavierstücken und elektronischen Sounddesigns.

## Karriere
Balogh komponierte unter anderem Musik für Werbefilme und Projekte von Unternehmen wie Mercedes-Benz, Amazon Prime oder Tag Heuer.
2018 erhielt er den Global Film Festival Award in Los Angeles für seine Musik zu Marko Roths Kurzfilm The Crack.
Ein weiteres gemeinsames Projekt mit Roth war der 2018 erschienene Kurzfilm Kherou, der die Höhen und Tiefen eines jungen Wrestlers in Dakar beleuchtet. Der Film wurde auf 16 mm gedreht und wurde bei den Clio Awards und dem Ciclope Festival 2018 jeweils mit Gold ausgezeichnet.
Im Jahr 2020 komponierte er den Soundtrack für den Kurzfilm Cosmic Balance, der vom Leben des Stuntkoordinators und Präzisionsfahrers Uwe Mansshardt handelt.
Ein weiteres Projekt war die Musik für den Kurzfilm Dear Enemy: The Journey of Bashir (Regie: Arne Totz).
2021 vertonte Balogh den US-Spielfilm Sarogeto von Nico Santucci mit Eric Roberts, Winsor Harmon & Ikumi Yoshimatsu in den Hauptrollen. Der Soundtrack enthält auch Musik des Cellisten und Komponisten Martin Tillman, der u. a. für seine Zusammenarbeit mit Hans Zimmer bekannt ist.
Weitere Werke umfassen die EP A Billion Seconds, die Titel wie Quellwasser und Nebelgestalten beinhaltet.
2022 veröffentlichte Balogh das Album Portraits of Blood - Nordic Noir über Warner Chappell PM.
2024 veröffentlichte Balogh sein zweites Soloalbum Multatuli bei Warner Chappell PM. In diesem Werk kombiniert er klassische Elemente mit modernen, filmischen Klängen.

## Diskografie (Auswahl)
- 2022 Portraits of Blood - Nordic Noir (Elbroar / Warner Chappell PM)[9]

- 2024 Multatuli (Perfect Pitch / Warner Chappell PM)[10]

## Filmografie (Musik)

### Filme
- The Crack (2018) – Kurzfilm

- Cosmic Balance (2020) – Kurzfilm

- Dear Enemy: The Journey of Bashir - Kurzfilm.[11][12]

- Sarogeto (2021) – Spielfilm

- Silas (2021) – Kurzfilm

- Kherou (2021) – Kurzfilm[13][14]

## Tätigkeit als Dialogbuchautor und Dialogregisseur
Neben seiner Arbeit als Komponist ist Jakob Balogh auch als Dialogbuchautor und Dialogregisseur im Bereich der Synchronisation tätig.

### Als Dialogregisseur
- 2022: Best Foot Forward (Schritt für Schritt)
- 2022: Exception (Netflix-Serie)
- 2022: Interview with the Vampire | (Staffel 1)
- 2023: Infamy (Fernsehserie)
- 2023: Pluto: Urasawa × Tezuka
- 2023–2024: Bleach (2004–2012) [2. Synchro (2023–2024)]
- 2022–2025: Bleach: Thousand-Year Blood War

### Als Dialogbuchautor
- 2022: Man vs. Bee
- 2022: Interview with the Vampire | (Staffel 1)
- 2023: One Piece | (Episoden 3 & 4)
- 2023: Pluto: Urasawa × Tezuka | (Episode 2–4)
- 2022–2025: Bleach: Thousand-Year Blood War